# Захворювання кролів
Захворювання кролів — загальна сукупність розладів здоров'я у кролів.
Кролі дуже сприйнятливі до хвороб інших тварин та людини, які за походженням поділяються на заразні та незаразні. Лікування кролів недоцільно економічно за витратами часу і коштів, тому у великих господарствах хворих кролів віддають на забій для шкур і м'яса. При закупівлі кролів у іншій фермі для поновлення поголів'я, їх перші три тижні тримають в окремому приміщенні, щоб запобігти поширенню інфекційних захворювань і, якщо за цей період не виявиться хворих тварин, їх поміщають разом з іншими.

## Хвороби органів травлення

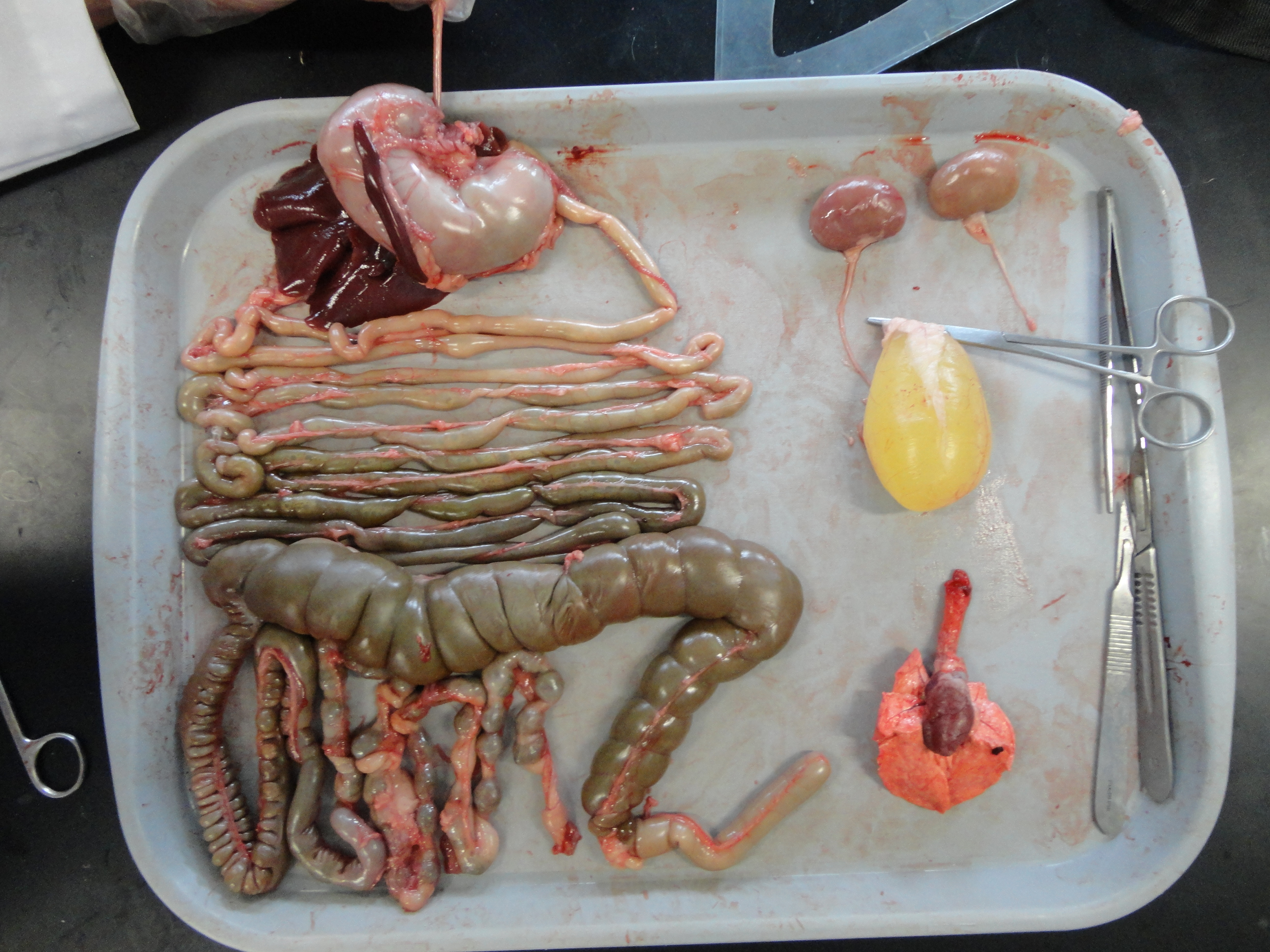
Органи травлення кроля

### Авітаміноз
Авітаміноз — незаразне захворювання, пов'язане із незбалансованим харчуванням.
Симптоми: відсутність апетиту, уповільнення росту, сухість очей, кров з ясен, нежить, облисіння на спині.
Лікування: урізноманітнення кормів травою, овочами і фруктами, натуральними комбікормами із вмістом вітамінів.

### Рахіт
Рахіт — захворювання обміну речовин, яке виникає через дефіцит вітаміну D в організмі, характерне для молодняка із запаленнями у шлунково-кишковому тракті.
Симптоми: розлад травлення, судоми, поїдання власного посліду, збільшення горба, викривлення кінцівок.
Лікування: додавання до раціону кролів вітамінів А і D.

### Розлади травлення

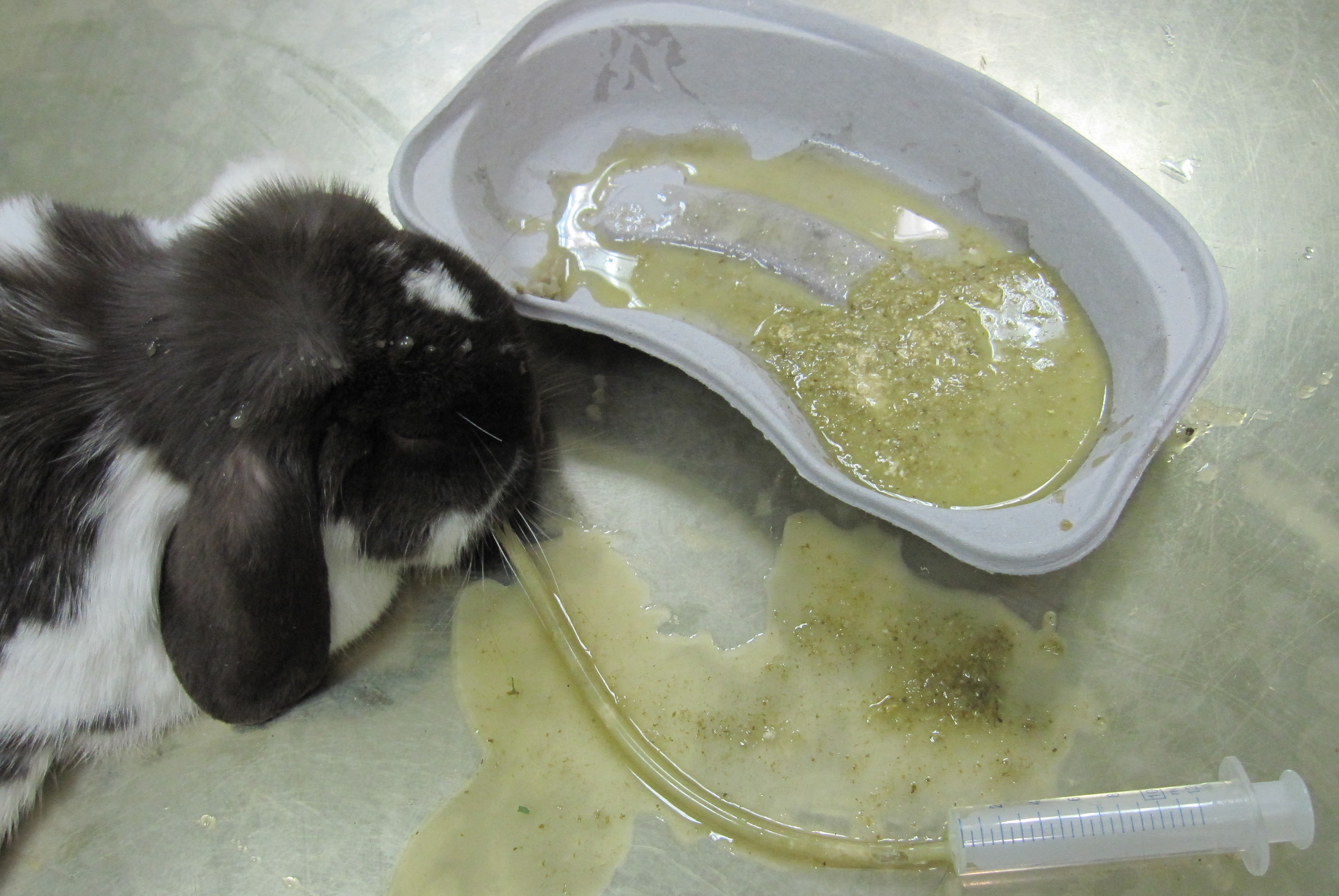
Відсмоктування змісту шлунка у кролика з розладом травлення

Хвороби органів травлення у кролів виникають в разі неправильного годування недоброякісними (підгнилі харчові відходи, запліснявіле зерно, комбікорми, сіно, великої кількості бобових трав) або не відповідають віку тварини, внаслідок переходу на жорстку їжу, при нестачі молока; у дорослих особин через поїдання недоброякісних кормів.
Симптоми: відсутність випорожнень (запор), здуття живота через запалення шлунка і кишки, рідкий кал, іноді з кров'ю, діарея.
Лікування: напування кроленят розчином синтоміцину (1 таблетка на 2 л води). Голодна дієта для дорослих особин протягом 12 годин, з подальшою відгодівлею вареною картоплею і м'якими кормами.

## Хвороби органів дихання

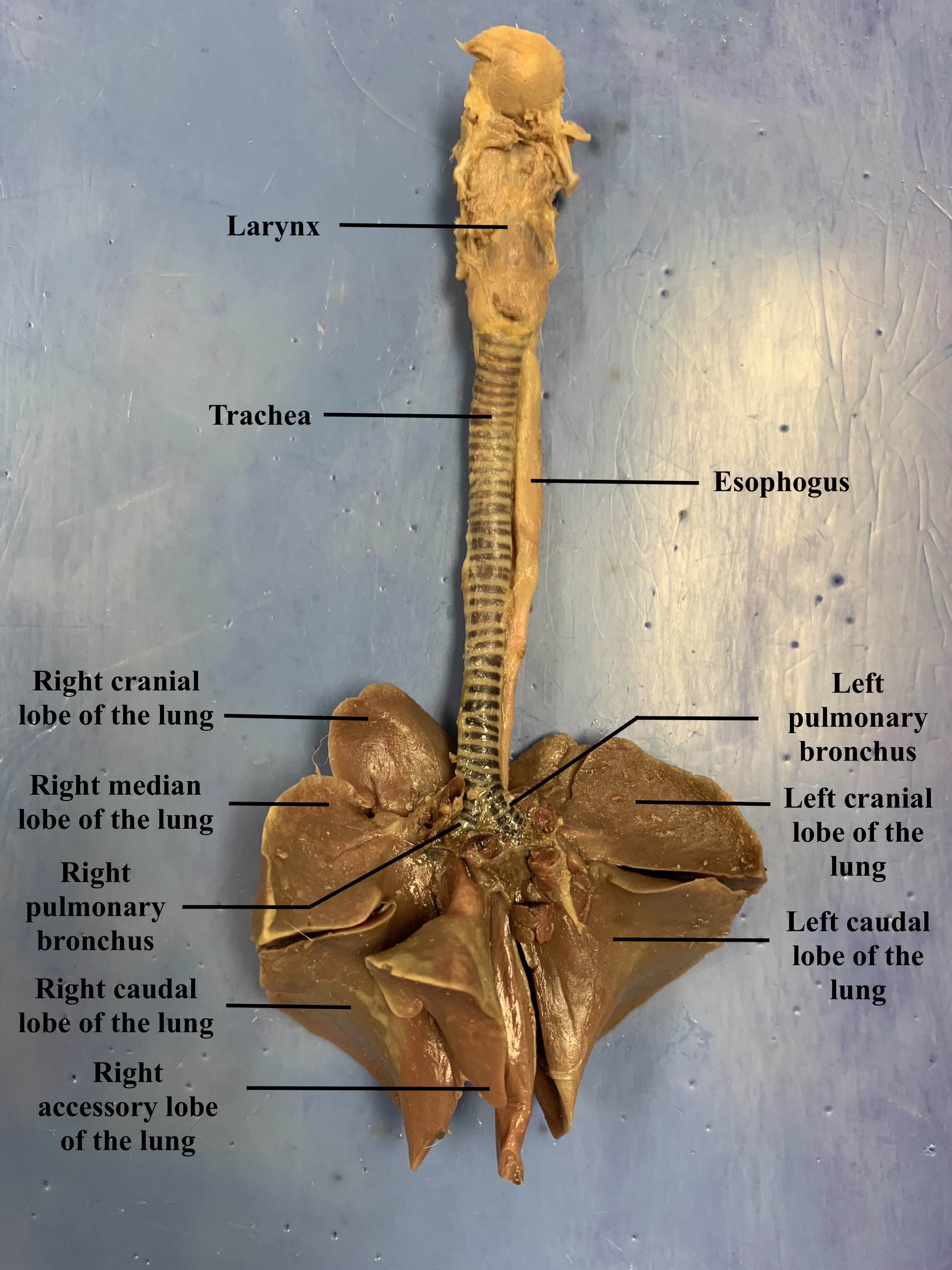
Система органів дихання кроля

До хвороб органів дихання кролів відносяться запалення слизової оболонки дихальних шляхів (носа, бронхів), легень і плеври. По причині застуди намокання під дощем, різких перепадів температури, протягів або сильного вітру, подразнення слизових оболонок дихальних шляхів аміаком від сечі, пилом у брудних клітках, димом. Туберкульоз — широко поширене в світі інфекційне захворювання людини і тварин, яке спричинюють різні види мікобактерій.
Симптоми: загальний пригнічений стан, висока температура, відсутність апетиту, почервоніння слизової носової порожнини та виділення слизу з неї, чхання, задишка. Прискорене і утруднене дихання хрипи при бронхіті і запаленні легенів. При запаленні плеври натискання на грудну клітку призводить до болю у кролів.
Лікування: тепле приміщення, антисептичні краплі до носа, антибіотики.

## Сонячний і тепловий удари
За інтенсивного і тривалого впливу на організми кролів прямих сонячних променів і підвищеної температури повітря (особливо за підвищеної відносної вологості) у них виникають Сонячний і тепловий удари. Вони часто призводять до смерті.
Симптоми: млявість, відмова від корму, прискорене дихання, почервоніння слизових оболонок ротової і носової порожнин, мала рухливість.
Лікування:

## Травматичні ушкодження
Травматичні ушкодження — забиття, переломи кінцівок або хребта, рани на тілі. Частою причиною появи травм у кролів є скупчене утримання в несправних клітках.
Симптоми:
Лікування: при пошкодженнях хребта, переломах або глибоких ранах, особливо проникаючих в черевну або грудну порожнини, тварини часто гинуть, тому їх відразу відправляють на забій.

## Інфекційні хвороби
Інфекційні хвороби у кроликів спричинюють віруси, бактерії, мікроскопічні грибки, найпростіші, гельмінти та кліщі, які розмножуються та живуть на тілі або у внутрішніх органах.

#### Вірусна геморагічна хвороба кролів

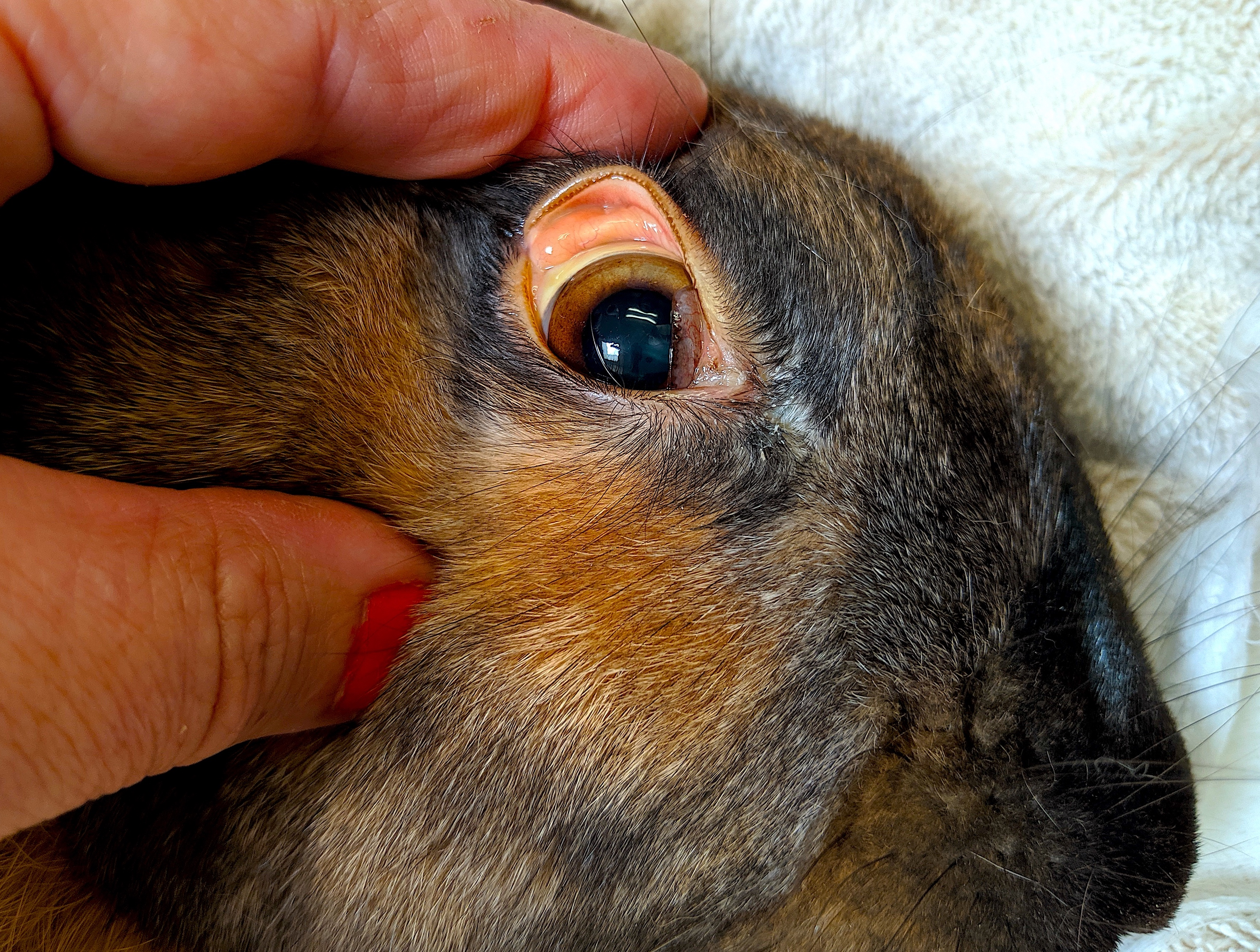
Жовтяниця при геморагічній хворобі

### Вірусні хвороби

#### Інфекційний стоматит
Інфекційний стоматит — найчастіше відбувається ураження слизової оболонки порожнини рота. До недуги схильний молодняк віком від 20 до 90 діб.
Симптоми: почервоніння губ, носа, язика, рясне виділення слини, поява виразок на слизових оболонках, випадіння шерсті.
Лікування: використання антибактеріальних мазей та гелів.

#### Міксоматоз

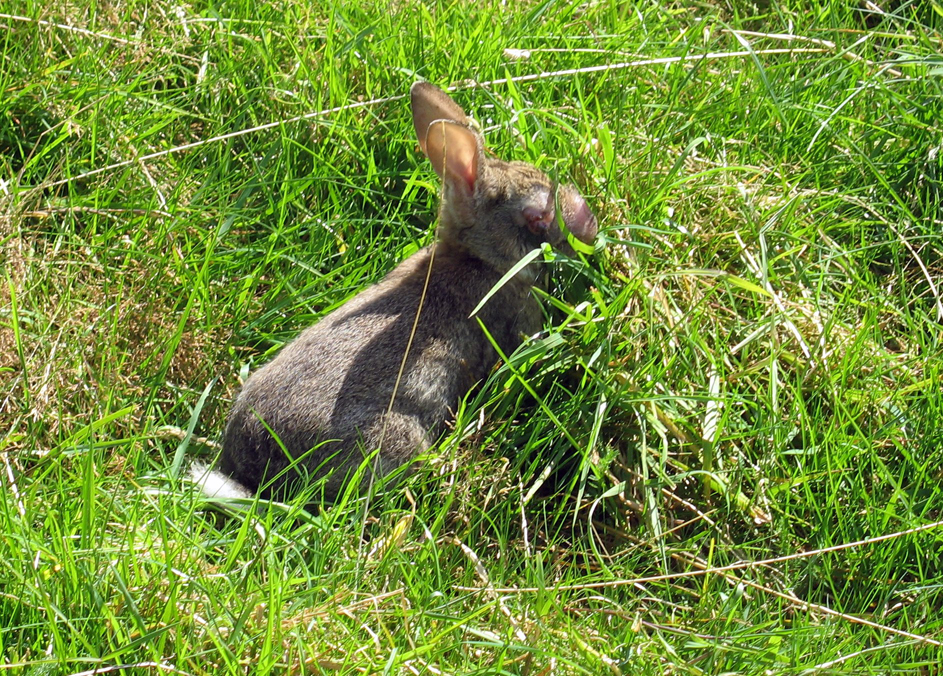
Кріль хворий на міксоматоз

Міксоматоз — гостра інфекційна хвороба кроликів і зайців. Збудник хвороби переноситься гризунами і комахи-кровососами. Інкубаційний період — від 3 до 11 діб.
Симптоми: загальний пригнічений стан, апатія, набрякання повік і гнійне витікання з очей. На різних ділянках тіла (ніс, перенісся, рот, повіки, вуха, хвіст, лапи) з'являються щільні пухлини (3-4 см), які пізніше розм'якшуються. Вуха опускаються, а пухлини надають тваринам потворний вигляд.
Лікування: ліків не існує. Для профілактики роблять щеплення. Уражених особин знищують, а здорових забивають на м'ясо, щоб упередити подальше поширення хвороби.

### Бактеріальні хвороби

#### Інфекційний мастит
Інфекційний мастит — запалення молочної залози.

#### Ешерихіоз
Ешерихіоз (або колі-бактеріоз) — гостра інфекційна хвороба молодняку (небезпечна для будь-яких сільськогосподарських тварин), яку спричинює патогенна кишкова паличка і проявляється головним чином діареєю. Виникає при порушенні зоотехнічних і ветеринарних правил утримання, годівлі та догляду за тваринами. Джерела збудника інфекції — хворі кролі та інфіковані навколишні предмети, корми, вода у напувалках.
Симптоми: слабосимптомне захворювання. Млявий стан, відсутність апетиту, втрата ваги. Діагноз ставлять на підставі епізоотологічних, клінічних, патологоанатомічних даних і результатів бактеріологічного дослідження патологічного матеріалу.
Лікування: левоміцетин, фурагін, фуразолідон, як добавка в корм.

#### Лістеріоз
Лістеріоз — інфекційна хвороба, яка може перебігати у хронічній, гострій та надгострій формі. Якщо на лістеріоз захворіє вагітна самка, то сама вона гине, а її плід розкладається. Зоонозна хвороба, яка може передаватись людині.
Симптоми: параліч задніх кінцівок.
Лікування:

#### Пастерельоз
Пастерельоз — захворювання спричинюють бактерії, які потрапляють у кровоносну систему кролика і через два дні зумовлюють загибель тварини. Може перебігати в атиповій або типовій формі (не лікується). Зооноз, який може передаватись людині.
Симптоми:
Лікування:

#### Спірохетоз
Спірохетоз — інфекційне захворювання, збудником якої є спірохети, які уражають статеві органи кроликів. Поширюється під час спарювання хворих тварин зі здоровими, інколи через їжу. Хвороба може тривати кілька років і закінчитися одужанням.
Симптоми: набряк статевих органів (часто навколо анального отвору) з появою виразок на них, низька плодючість. Загальний стан кроликів не змінюється, однак, самки стають менш плодовиті й народжують слабких кроленят.
Лікування: розчин їдкого натру, антибактеріальні препарати.

#### Сальмонельоз
Сальмонельоз — гостра кишкова хвороба тварин і людини, яку спричинюють сальмонели. Характеризується, загалом, розвитком інтоксикації та ураженням шлунково-кишкового тракту.
Симптоми:
Лікування:

#### Туляремія
Туляремія — інфекційна хвороба, яка передається через мух, комарів, кліщів і вошей. Зооноз, який може передаватись людині.
Симптоми: приховані. На пізніх стадіях збільшуються лімфатичні вузли, набрякають і покриваються гнійниками.
Лікування:

### Грибкові захворювання (мікози)

#### Стригучий лишай
Стригучий лишай — грибкова хвороба, збудником якої є Trichophyton tonsurans.
Симптоми: свербіж, лущення шкіри, ділянки шкіри без волосся.

#### Фавус
Фавус — грибкова хвороба, збудником якої є Achorion schoenleinii.
Симптоми: пухирці на шкірі.

#### Аспергільоз
Аспергільоз — грибкова хвороба, збудником якої є Aspergillus fumigatus.
Симптоми: схуднення, судоми, паралічі.

### Протозойні хвороби

#### Кокцидіоз
Кокцидіоз — паразитарне захворювання кокцидіями, яке уражає печінку і кишку. Зараження відбувається через воду, материнське молоко або корми внаслідок незбалансованого раціону, великої скупченості у клітці, порушень гігієнічних норм харчування.
Симптоми: відсутність апетиту, загальна слабкість, здуття живота, скуйовджена шерсть, запори.
Лікування: застосування препаратів Байкокс, Солікокс.

### Гельмінтози
Гельмінтози — загальна назва паразитарних хвороб, які спричинені паразитичними гельмінтами (плоскими або круглими червами). Зараження відбувається у разі недотримання санітарних умов у приміщенні, де утримують і вигулюють кролів. Часті симптоми: спрага, швидке схуднення, часте сечовипускання, слиз у калі, облисіння.
Лікування: застосування препаратів Левамізол, Альбендазол, відвару з насіння гарбуза, полину, хвої.

#### Фасціольоз
Фасціольоз — трематодоз, збудників якого переносять прісноводні молюски (прудовики). Може приймати хронічну або гостру форму. Щоб уникнути захворювання, потрібно з раціону тварин виключати ставкову траву. Зооноз, який може передаватися людині.
Симптоми: набряк повік, висока температура, прискорене серцебиття, задишка, виділення жовтого слизу з очей.
Лікування: через зонд вводять чотирихлористий вуглець (1–2 мл).

#### Цистицеркоз
Цистицеркоз — цестодоз, який спричинює свинячий ціп'як, що проникає у внутрішні органи (печінка, кишка і сальник). Зооноз, який може передаватись людині.
Симптоми: безсимптомне захворювання. Діагностування відбувається лише шляхом розтину.
Лікування:

#### Пасалуроз
Пасалуроз — нематодоз, при якому спостерігаються виснаження, пронос, відставання в рості.

### Акарози

#### Короста
Короста — заразне шкірне захворювання, яке спричиняється мікроскопічним паразитом — коростяним кліщем. Зооноз, який може передаватись людині.
Симптоми: дрібні ранки, припухлості та почервоніння на шкірі, свербіж від подразнень від комах, які впиваються у шкіру, та розчухування. Згодом на шкірі з'являються пухирі.
Лікування: видалення кліщів за допомогою пінцета, обробка шкіри скипидаром.

#### Псороптоз
Псороптоз — паразитарна хвороба, яку спричинюють дрібні кліщі, які переносяться через частинки шерсті або лупи і уражають вуха.
Симптоми: запалення вушної раковини, утворення пухирів, які лопаються, свербіж у вухах, екзема.
Лікування: спеціалізоване ветеринарне.

## Хвороби очей
Екзофтальміт — запалення очниці внаслідок поганого сточування зубів у кролика.
Симптоми: засихання слизової ока, випинання очей, утворення ксеротичної виразки у рогівці.
Лікування: профілактика сточування зубів, видалення зорового апарату.
Кератит — захворювання рогівки очей кролей.
Симптоми: утворення білої плями на оці, набрякання повік, потьмяніння рогівки, гнійні виділення з очей.
Лікування: промивання очей антисептичними засобами, обробка протизапальними мазями.

## Профілактика
Навесні й восени, а також перед окролом і пересадкою кроликів на фермах проводиться ретельна очистка та дезінфекція приміщень, кліток, інвентаря. Очищені від гною і бруду приміщення і клітки кроликів біляться вапном або обробляються 1 % розчином формаліну чи іншими дезінфікуючими засобами, в їх відсутність — окропом.
Для попередження хвороб кролі оглядаються ветеринаром ферми перед злучкою, окролом, після окролу; кроленят оглядають на другий день після народження і на 30-45-й день перед відсадків; молодняк до трьох місяців — кожні 10-15 днів.
Головні профілактичні заходи:
- Карантинне утримування щойно придбаних кролів протягом 20 діб.
- Карантин для хворих кролів.
- Огляд особин перед злучкою.
- Дотримання графіків вакцинації.
- Дотримання санітарних стандартів приміщень, де утримуються кролі.
- Щоденний догляд за чистотою напувалок і годівниць.
- Обробка крільчатників хлоркою і креоліном.
- Правильне харчування.